# Zach Grenier
Zach Grenier (Englewood, 12 febbraio 1954) è un attore statunitense.

## Biografia
Nato nello stato del New Jersey, visse buona parte della sua vita a Ann Arbor, stato del Michigan, dove studiò  alla Pioneer High School, terminandola nel 1972.
Iniziò la sua attività cinematografica nel 1987 con Kenny, interpretò nel 1999 il capo di Edward Norton in Fight Club e Mel Nicolai in Zodiac. Ha preso parte anche a diversi telefilm come Touching Evil, Law & Order - I due volti della giustizia e 24.
Dal 2009 al 2016 ha interpretato il ruolo di David Lee nella serie The Good Wife.

## Vita privata
Dal 1982 è sposato con Lynn Coutant Bailey.

## Filmografia parziale

### Cinema
- Kenny, regia di Claude Gagnon (1987)
- Una donna in carriera (Working Girl), regia di Mike Nichols (1988)
- Talk Radio, regia di Oliver Stone (1988)
- Non guardarmi: non ti sento (See No Evil, Hear No Evil), regia di Arthur Hiller (1989)
- Piccola peste torna a far danni (Problem Child 2), regia di Brian Levant (1991)
- Fuori di testa (Delirious), regia di Tom Mankiewicz (1991)
- Cliffhanger - l'ultima sfida (Cliffhanger), regia di Renny Harlin (1993)
- L'uomo senza volto (The Man Without a Face), regia di Mel Gibson (1993)
- The Contenders, regia di Tobias Meinecke (1993)
- Reckless, regia di Norman René (1995)
- Drunks, regia di Peter Cohn (1995)
- Tommy Boy, regia di Peter Segal (1995)
- Confessione finale (Mother Night), regia di Keith Gordon (1996)
- Maximum Risk, regia di Ringo Lam (1996)
- Under the Bridge, regia di Charles Weinstein (1996)
- Twister, regia di Jan de Bont (1996)
- White Lies, regia di Ken Selden (1997)
- Donnie Brasco, regia di Mike Newell (1997)
- Fight Club, regia di David Fincher (1999)
- Shaft, regia di John Singleton (2000)
- L'insonne (Chasing Sleep), regia di Michael Walker (2000)
- Codice: Swordfish (Swordfish), regia di Dominic Sena (2001)
- L'alba della libertà (Rescue Dawn), regia di Werner Herzog (2006)
- Pulse, regia di Jim Sonzero (2006)
- Zodiac, regia di David Fincher (2007)
- I Fantastici 4 e Silver Surfer (Fantastic Four: Rise of the Silver Surfer), regia di Tim Story (2007)
- L'amore impossibile di Fisher Willow (The Loss of a Teardrop Diamond), regia di Jodie Markell (2008)
- Earthwork, regia di Chris Ordal (2009)
- J. Edgar, regia di Clint Eastwood (2011)
- RoboCop, regia di José Padilha (2014)

### Televisione
- Miami Vice - serie TV, 2 episodi (1987-1989)
- X-Files (The X-Files) - serie TV, episodio 8x19 (2001)
- Senza traccia (Without a Trace) - serie TV, 1 episodio (2002)
- Deadwood - serie TV, 9 episodi (2004-2006)
- Cold Case - Delitti irrisolti (Cold Case) – serie TV, episodio 4x21 (2007)
- Law & Order - Unità vittime speciali (Law & Order: Special Victims Unit) – serie TV, episodi 12x05, 12x15 (2010-2011)
- The Good Wife - serie TV, 62 episodi (2010-2016)
- BrainDead - Alieni a Washington (BrainDead) - serie TV, 8 episodi (2016)
- The Good Fight - serie TV, 28 episodi (2017-2022)
- Chicago P.D. - serie TV, 1 episodio (2017)
- Ray Donovan - serie TV, 6 episodi (2018-2019)
- Devs - miniserie TV, 8 episodi (2020)

## Doppiatori italiani
Nelle versioni in italiano delle opere in cui ha recitato, Zach Grenier è stato doppiato da:
- Nino Prester in Maximum Risk[1], The Good Wife, BrainDead - Alieni a Washington, The Good Fight, FBI: International
- Oliviero Dinelli in Piccola peste torna a far danni[2], L'insonne, Numb3rs
- Franco Zucca in 24,[3] Chicago P.D.[4]
- Dario Penne in The Blacklist, Blindspot
- Pasquale Anselmo in Una donna in carriera[5]
- Paolo Marchese in Law & Order - I due volti della giustizia (ep. 6x09)[6]
- Saverio Indrio in Law & Order - I due volti della giustizia (ep. 11x16)[6]
- Sandro Sardone in Cliffhanger - l'ultima sfida[7]
- Natale Ciravolo in Ally McBeal
- Giorgio Lopez ne L'uomo senza volto[8]
- Stefano De Sando in X-Files[9]
- Antonio Sanna in Donnie Brasco[10]
- Ambrogio Colombo in C-16 FBI[11]
- Angelo Nicotra in Fight Club[12]
- Maurizio Reti in Cavalcando col diavolo[13]
- Pietro Biondi in Codice: Swordfish[14]
- Luigi Ferraro in Star Trek: Enterprise
- Paolo Lombardi in CSI: Miami[15]
- Saverio Moriones in Cold Case - Delitti irrisolti[16]
- Carlo Sabatini in Touching Evil[17]
- Vittorio Guerrieri in Deadwood
- Renato Cortesi in CSI: NY[18]
- Sandro Iovino in Pulse
- Diego Reggente in J. Edgar[19]
- Eugenio Marinelli in Ray Donovan[20]
- Carlo Cosolo in RoboCop
- Fabrizio Pucci in Turks & Caicos[21]
- Gerolamo Alchieri in FBI: Most Wanted[22]
- Mario Cordova in Anche io